# Bota de Oro 2012-13

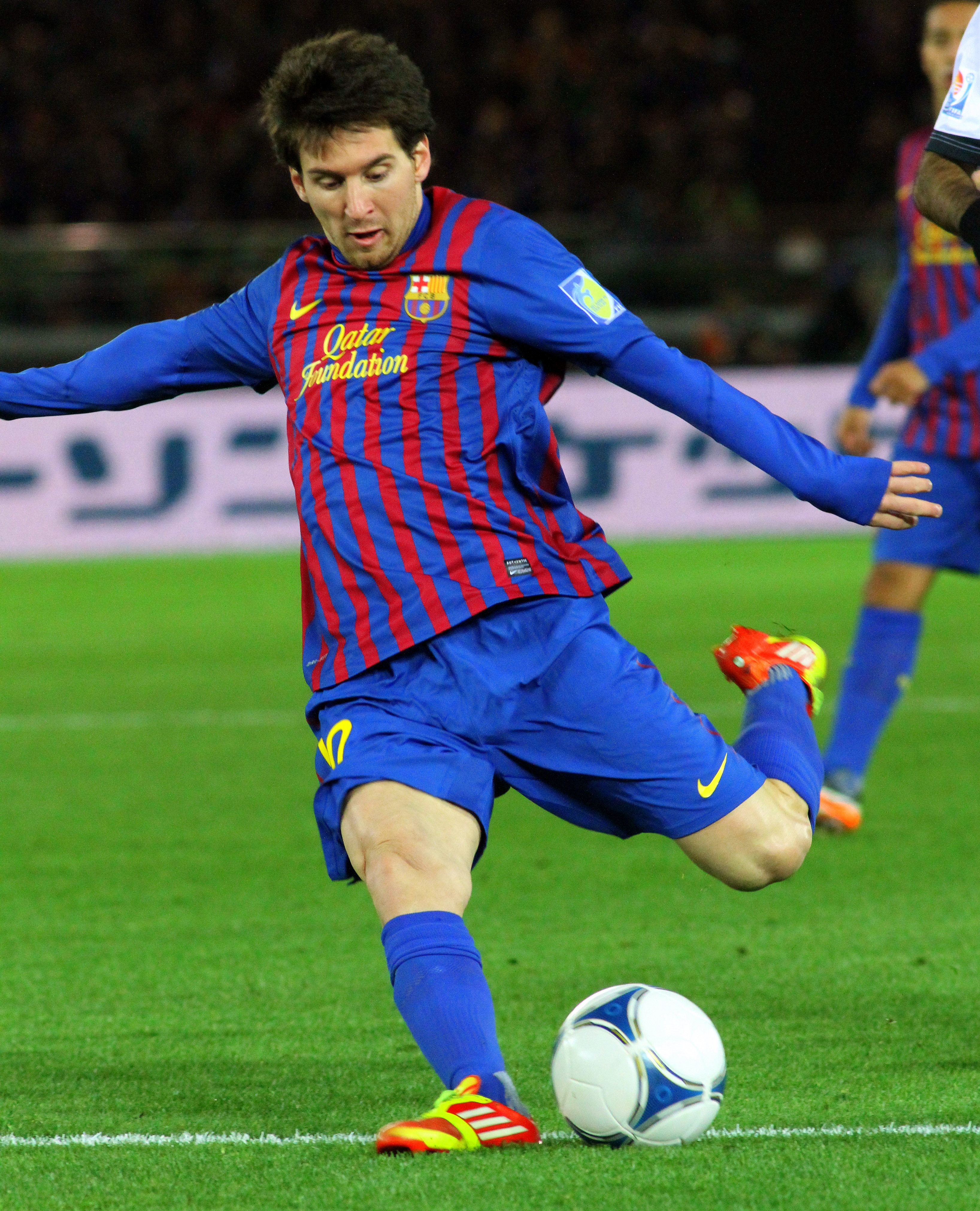
Lionel Messi ganador del premio en 2012-13.

La Bota de Oro 2012-13 fue un premio entregado por la European Sports Magazines al futbolista que logró la mejor puntuación luego de promediar los goles obtenidos en la temporada europea. El ganador de este premio fue el jugador argentino Lionel Messi por haber logrado 46 goles en la Primera División de España se convirtió en máximo ganador del trofeo tras ganarlo por tercera vez, este trofeo ya lo había ganado antes en 2009/10 y en 2011/12.Tras ganar la Bota de Oro 2011-12 y 2012-13; Messi se une al selecto grupo conformado por Ally McCoist (1991–92, 1992–93) y Thierry Henry (2003–04, 2004–05) como los únicos jugadores en la historia del fútbol que han ganado este galardón dos veces consecutivas.

## Resultados
| Posición | Futbolista        | Club               | Campeonato     | Goles | Puntaje |
| -------- | ----------------- | ------------------ | -------------- | ----- | ------- |
| 1        | Lionel Messi      | Barcelona          | La Liga        | 46    | 92      |
| 2        | Cristiano Ronaldo | Real Madrid        | La Liga        | 34    | 68      |
| 3        | Edinson Cavani    | Napoli             | Serie A        | 30    | 60      |
| 4        | Radamel Falcao    | Atlético de Madrid | La Liga        | 28    | 56      |
| 5        | Robin van Persie  | Manchester United  | Premier League | 26    | 52      |